# Знобиловка (Липецкая область)
Зноби́ловка — опустевшая деревня в Задонском районе Липецкой области России. Входит в состав Камышевского сельсовета. Фактически урочище.

## География
Деревня расположена расположена в южной части Липецкой области, в восточной части Задонского района, в пределах Среднерусской возвышенности, к северу от от автодороги 42К-233 и реки Репец.
Юридически есть уличная сеть, представленная улицей Зелёная.

## История
Согласно изданию «XXXV. Рязанская губерния. Список населенных мест по сведениям 1859 года», владельческая деревня Знобиловка (Волховщина) находилась при р. Ягодной Рясе, gо левую сторону торгового Епифанского тракта, и входила в Раненбургский уезд.

## Население
| 2010 |
| ---- |
| 0    |